# Костолна Вес
Костолна Вес (слч. Kostolná Ves) насељено је мјесто са административним статусом сеоске општине (слч. obec) у округу Прјевидза, у Тренчинском крају, Словачка Република.

## Становништво
| Година:    | 1994. | 2004.   | 2014.   | 2024.    |
| ---------- | ----- | ------- | ------- | -------- |
| Број људи: | 459   | 467     | 445     | 499      |
| Разлика:   |       | +1,74 % | -4,71 % | +12,13 % |

| Година:    | 2023. | 2024.   |
| ---------- | ----- | ------- |
| Број људи: | 507   | 499     |
| Разлика:   |       | -1,57 % |

Према подацима о броју становника из 2024. године насеље је имало 499 становника.